# Hannivka, Antrațît
Hannivka (în ucraineană Ганнівка) este un sat în comuna Mîkîtivka din raionul Antrațît, regiunea Luhansk, Ucraina.

## Demografie
Componența lingvistică a localității Hannivka
     Rusă (100%)
Conform recensământului din 2001, toată populația localității Hannivka era vorbitoare de rusă (100%).